# Ray Smith
Ray Smith (ur. 1 maja 1936 w Trealaw, zm. 15 grudnia 1991 w Llandough) – walijski aktor telewizyjny i teatralny.

## Życiorys
Jego ojciec był górnikiem, zginął w wypadku przy pracy, gdy Ray Smith miał trzy lata. Po odbyciu służby wojskowej Ray Smith został zatrudniony w teatrze The Prince of Wales Theatre w Cardiff, później podjął pracę w Grand Theatre w Swansea. W 1959 zadebiutował jako aktor telewizyjny w produkcji Shadows of Heroes. Od tego czasu regularnie otrzymywał role w brytyjskich serialach telewizyjnych. Zagrał m.in. oficera policji Gordona Spikingsa, jedną z głównych postaci kryminalno-komediowego serialu Dempsey i Makepeace na tropie. Angażował się także w działalność polityczną, należał do walijskiej partii Plaid Cymru. Zmarł w wieku 55 lat na zawał mięśnia sercowego.

## Wybrana filmografia
- 1962: The Painted Smile
- 1963: Mystery Submarine
- 1964: Tomorrow at Ten
- 1965–1970: Z-Cars
- 1967–1971: Jackanory
- 1969: Special Branch
- 1966–1967: Softly Softly
- 1970: Callan
- 1971–1975: Public Eye
- 1972: Czarny Królewicz
- 1972: New Scotland Yard
- 1973–1975: Sam
- 1975: Operation Daybreak
- 1977: Rooms
- 1982: We'll Meet Again
- 1985–1986: Dempsey i Makepeace na tropie
- 1987: Three for the Road